# Социален център
Социалните центрове са общностни пространства. Те са сгради, които се използват за различни дейности, които могат да бъдат свързани помежду си от некомерсиалния си характер. Те могат да бъдат организационни центрове за местни дейности или да предлагат спомагателни мрежи за малцинствени групи. Често разполагат с база за инициативи като самоорганизирани кафенета, свободни магазини, обществени компютърни лаборатории, правни колективи и безплатни уроци и семинари на различни теми. Услугите се определят едновременно от нуждите на колектива, на който е базиран социалния център и уменията, които участниците могат да предложат.
Социалните центрове обикновено са в големи сгради, за да могат да приютяват срещи, концерти, книжарници, танцови представления и художествени изложби. Те са обичайни за много европейски градове, понякога в скуоти (окупирани), понякога в наети сгради.
Също познати като свободни пространства, социалните центрове могат да бъдат определени като „безопасни пространства“, в които определени форми на диалог и активизъм се насърчават и предпазват от тормоз, или могат да служат като отворено пространство за общностно взаимодействие между коренно различни групи без цензура (терминът „Зона на свободно слово” също се използва).
Социалните центрове също предлагат място за социализация в условия на кафене, бар и музика. Те също предлагат достъп до алтернативна, трудна за намиране информация чрез проекти като библиотеки, филмови прожекции и дискусии.
Проектите, обикновено, се движат на напълно доброволни начала от ангажираните хора. Те се случват в духа на самоорганизацията, кооперацията, солидарността и взаимопомощта.
Въпреки че всеки отделен случай е различен, повечето центрове работят при липса на йерархия, без лидери, чрез пряка демокрация с консенсус при вземането на решения. Участниците често са активисти.
„Социалните центрове са изоставени сгради – складове, фабрики, военни крепости, училища – които са били трансформирани в културни пространства, категорично свободни от контрола както на пазара, така и на държавата... Въпреки че може да е трудно да прецените в началото, социалните центрове не са гета, те са прозорци – не само към друг начин на живот, освободен от държавата, но също и към нови политики на участието. И да, това е нещо, което може да бъде красиво.” (Нейоми Клайн, 2001)

## Разлики спрямо други алтернативни тенденции
Социалните центрове се разграничават от други алтернативни инициативи, заради специфичните отношения, които социалните центрове имат спрямо държавата и правителствените институции. Докато други центрове или офиси за „обществени“ дейности се спонсорират от държавата или частни интереси, социалните центрове се характеризират с тяхната финансова независимост, тяхната симбиоза с общността, която ги подкрепя.
Социалните центрове обединяват своите дейности в общо съмнение спрямо света около нас. Това е мрежа от хора, които привидно работят в различни инициативи, но всички те целят автономно съществуване, създаване на по-позитивна реалност от днес. Те също имат за цел даването на колективни решения в нашия социален живот и позволяването на индивидуалността да развива и изразява своя потенциал.